# Crisi Seldon
Una Crisi Seldon è una condizione politica presentata nell'opera fantascientifica del ciclo delle Fondazioni di Isaac Asimov. Sono una componente del Piano Seldon, volto a diminuire la durata delle "barbarie" tra il Primo e il Secondo Impero Galattico; si verificano in momenti in cui le condizioni sociopolitiche rendono possibile una sola linea di azione, che porta ad una significativa modifica della situazione esistente. Hari Seldon, poco prima di morire, registrò degli ologrammi che sarebbero stati proiettati nella cosiddetta Volta di Seldon (o Volta del Tempo) su Terminus durante oppure subito dopo il culmine della crisi; tali ologrammi furono posizionati da Gaal Dornick, in quanto Seldon non si trasferì su Terminus, ma rimase su Trantor fino alla morte.

## Crisi note
Otto crisi erano previste da Seldon nei primi cinquecento anni del suo Piano; non è noto quante fossero previste nella seconda metà dell'Interregno.
- Prima Crisi. Avviene nel 50 EF, subito dopo la dichiarazione d'indipendenza dei Quattro Regni nei confronti dell'Impero Galattico. Il cuore della crisi era costituito dalla minaccia che questi regni (specialmente quello di Anacreon) costituivano per la Fondazione; venne risolta da Salvor Hardin creando una situazione di equilibrio dei poteri tra i regni; nessuno avrebbe potuto conquistare Terminus senza cominciare una guerra con gli altri tre. È narrata nella seconda parte di Cronache della Galassia, che è anche il primo racconto del ciclo della Fondazione mai pubblicato.
- Seconda Crisi. Avvenne trent'anni più tardi della prima (80 EF), riguarda il ruolo della religione nei rapporti tra i Quattro Regni e la Fondazione: questa, sotto la guida di Salvor Hardin, aveva infatti creato una casta di preti che aveva il compito di custodire gli impianti tecnologici impiantati dalla Fondazione sugli altri pianeti. Durante la Crisi, il nuovo tentativo di Anacreon di attaccare Terminus fu fermato non dall'opposizione degli altri regni, ma da una rivolta popolare, che non avrebbe mai permesso un attacco contro il "pianeta sacro". È narrato nella terza parte di Cronache della Galassia.
- Terza Crisi. Avvenuta attorno al 150 EF, riguarda il passaggio da un commercio mediato dal clero ad un commercio libero e svincolato dalla religione. Si ebbe anche una guerra con Korell. Hober Mallow, gestendo questa crisi, diede l'avvio al dominio dei cosiddetti Principi Mercanti sulla Fondazione. È narrata nella quinta e ultima parte di Cronache della Galassia.
- Quarta Crisi. Avvenuta attorno al 190 EF, consiste nell'attacco subito dalla Fondazione da parte dell'Impero; la sconfitta dell'Impero non avvenne grazie a vittorie militari (a capo dell'offensiva era Bel Riose, il miglior generale dell'Impero), ma all'impossibilità per l'Impero di compiere campagne di conquista senza che l'Imperatore temesse che il generale volesse prendere il suo posto. È narrata nella prima parte di Il crollo della Galassia centrale.
- Quinta crisi. Questa crisi sarebbe dovuta avvenire attorno al 310 EF, e avrebbe dovuto comportare una guerra civile tra il potere centrale, trasmesso ormai per via ereditaria, preda di un'eccessiva burocratizzazione e di un'aristocratizzazione, e i pianeti dei Mercanti indipendenti, che avrebbero combattuto per ottenere una minore concentrazione delle ricchezze. Tuttavia tale Crisi non avvenne in seguito alla comparsa del Mulo, il quale, essendo un conquistatore solitario, non poteva essere previsto dalla psicostoria. L'ascesa del Mulo, contemporaneamente a quando sarebbe dovuta alla Crisi, è narrata nella seconda parte di Il crollo della Galassia centrale.
- Sesta e Settima Crisi. Non è noto né quando sarebbero dovute avvenire né se siano effettivamente avvenute: a seguito dell'avvento del Mulo, il Piano Seldon non fu più seguito fino all'intervento della Seconda Fondazione, che si concluse nel 377 EF con la battaglia di Quoriston, narrata nella seconda parte di L'altra faccia della spirale.
- Ottava Crisi. Si svolge nel 498 EF, poco prima dell'inizio di L'orlo della Fondazione; riguarda l'eventuale spostamento della capitale della Fondazione da Terminus ad un mondo più interno. Tale spostamento (che, secondo l'ologramma di Seldon, avrebbe causato un disastro nel seguito del Piano) fu evitato dall'azione politica del Sindaco Harla Branno.